# Beddomixalus bijui
Genre
Espèce
Synonymes
- Polypedates bijui Zachariah et al., 2011

Beddomixalus bijui, unique représentant du genre Beddomixalus, est une espèce d'amphibiens de la famille des Rhacophoridae.

## Systématique
Le genre Beddomixalus a été créé en 2013 par Abraham (d), Robert Alexander Pyron (d), B. R. Ansil (d), Arun Zachariah (d) et Anil Zachariah (d).
L'espèce Beddomixalus bijui a été initialement décrite en 2011, sous le protonyme de Polypedates bijui, par Anil Zachariah (d), K. P. Dinesh (d), Chandrasekharamenon Radhakrishnan (d), E. Kunhikrishnan (d), Muhamed Jafer Palot (d) et C. K. Vishnudas (d).

## Répartition
Cette espèce est endémique d'Inde. Elle se rencontre entre 1 100 et 1 600 m d'altitude :
- sur le plateau Eravikulam au Kerala ;
- sur le plateau Valparai au Tamil Nadu.

## Description
Les mâles mesurent jusqu'à 42,0 mm et les femelles jusqu'à 60,8 mm.

## Étymologie
Le nom du genre est composé à partir de Beddom, en référence à Richard Henry Beddome, et de ixalus, en référence au genre Ixalus, créé par Duméril et Bibron en 1841 et couramment utilisé dans de nombreux noms de genres de grenouilles arboricoles. 
L'espèce est nommée en l'honneur de Sathyabhama Das Biju.

## Publications originales
- Genre Beddomixalus :
  - (en) Robin Kurian Abraham, R. Alexander Pyron, Ansil B. R., Arun Zachariah et Anil Zachariah, « Two novel genera and one new species of treefrog (Anura: Rhacophoridae) highlight cryptic diversity in the Western Ghats of India », Zootaxa, Magnolia Press (d), vol. 3640, no 2,‎ 17 avril 2013, p. 177–199 (ISSN 1175-5334 et 1175-5326, OCLC 49030618, PMID 26000411, DOI 10.11646/ZOOTAXA.3640.2.3, lire en ligne).
- Espèce Beddomixalus bijui, sous le taxon Polypedates bijui :
  - (en) Anil Zachariah, K. P. Dinesh, C. Radhakrishnan, E. Kunhikrishnan, Muhamed Jafer Palot et C.K. Vishnudas, « A new Species of Polypedates Tschudi (Amphibia: Anura: Rhacophoridae) from southern Western Ghats, Kerala, India », Biosystematica, vol. 5,‎ janvier 2011, p. 49-53 (ISSN 0973-9955 et 0973-7871, lire en ligne).